# Надопасання
Надопасання, або верхопасання — архітектурний елемент сакральної дерев'яної будівлі, що знаходиться над опасанням, верхня частина зрубу.